# Wonder Bar
Wonder Bar è un film del 1934 diretto da Lloyd Bacon. Uscì nelle sale il 31 marzo 1934.

## Trama
Harry ed Inez sono due ballerini del Wonder Bar di proprietà di Al Wonder. Quest'ultimo e il ballerino Tommy sono innamorati di Inez che invece ama Harry che le ha preferito Liane, la ricca moglie di un industriale, che lo ricopre di regali costosi. Quando Inez scopre che Harry vuole lasciare il bar e partire per Parigi con l'amante, lo pugnala, uccidendolo.